# Amphiuma pholeter
Amphiuma pholeter är en groddjursart som beskrevs av Neill 1964. Amphiuma pholeter ingår i släktet Amphiuma och familjen Amphiumidae. IUCN kategoriserar arten globalt som nära hotad. Inga underarter finns listade i Catalogue of Life.